# Bataille d'Achéloos
La bataille d’Achéloos (ou Achéloüs; en grec ancien Ἀχελῷος, en albanais : Beteja e Akelout) se déroule en 1358 ou 1359 près du fleuve Achéloos, alors frontière entre l'Acarnanie et l’Étolie. Elle met aux prises les forces du despotat d'Épire commandées par Nicéphore II Orsini et les forces albanaises vraisemblablement dirigées par Karl Thopia. Les Albanais  remportent l’affrontement et Orisini est tué pendant la bataille. L’Épire est alors divisée entre les clans albanais, résultant en la création de deux nouveaux despotats : le despotat d’Arta et celui d’Angelokastron et Lépante. Dans l’ancien Épire, seule la ville de Ioannina demeure sous contrôle grec. 

## Contexte historique
Le despotat d’Épire fut l’un des États grecs successeurs de l’Empire byzantin après la conquête de Constantinople lors de la quatrième croisade en 1204. Fondé par Michel Comnène Doukas,  le nouvel État se voulut, à l’instar de l’Empire de Nicée et de l’Empire de Trébizonde, le successeur légitime de l’Empire byzantin. Centre de résistance et havre pour les réfugiés grecs contre les envahisseurs latins après la défaite, il conserva son indépendance après le rétablissement de l’Empire byzantin par Michel VIII en 1261 et ne réintégra l’empire qu’en 1323.

## Les forces en présence

### Les clans albanais

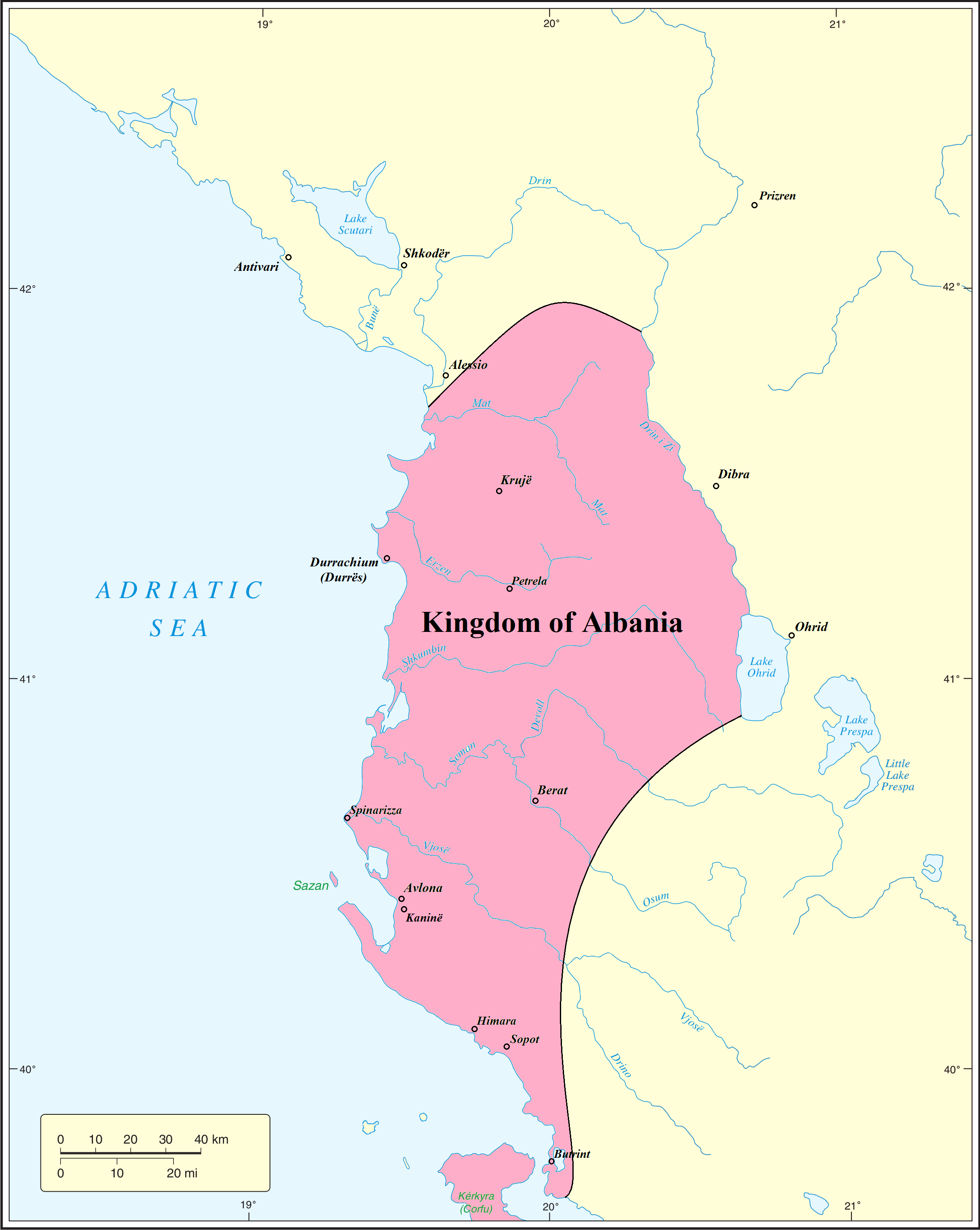
Le royaume médiéval d’Albanie au XIIIe siècle.

Fortement sollicités au cours des luttes pour le pouvoir du XIIIe siècle soit comme alliés, soit comme mercenaires, les Albanais commencèrent à quitter leurs montagnes d’origine pour se répandre dans les plaines basses adjacentes. Ils furent encouragés dans leur migration vers le sud par l’expansion de l’Empire serbe dans le nord de l’Épire et en Macédoine. Au début du XIVe siècle, des tribus albanaises commencèrent à migrer en Thessalie, exerçant d’abord leur contrôle sur les régions montagneuses de l’endroit. Les principaux clans qui s’y installèrent furent les Mazaraki, les Bua et les Malakasioi; tous trois devaient se retrouver par la suite en Épire. Mais au lieu de poursuivre leur migration pacifique, ces clans commencèrent à partir de 1318  à envahir et à ravager la campagne de Thessalie, forçant les Grecs et les autorités catalanes à se retirer derrière leurs fortifications.

### L’Empire serbe

L’Empire serbe à la mort de Stefan Uroš IV en 1355.

Dans les années 1340, l’empereur serbe Stefan Uroš IV Dušan, au vu de l'état de ruine dans lequel se trouvait l'Empire byzantin après la guerre civile mettant aux prises la régence et Jean VI Cantacuzène, décida de créer un nouvel empire chrétien orthodoxe capable de résister aux Turcs. Avec l’aide de nombreux mercenaires albanais il se mit à envahir la Grèce conquérant progressivement la Thessalie et l’Épire. Dušan y nomma deux gouverneurs, Grégoire Preljub en Thessalie et Syméon Uroš, son demi-frère, en Épire. Le jour de Pâques 1346, il fut couronné par l’archevêque de Serbie élevé au rang de patriarche « empereur des Serbes et des Romains / Bασιλεὺς καὶ αὐτoκράτωρ Σερβίας καὶ Pωμανίας », titre que Jean VI Cantacuzène, pourtant son allié durant la guerre entre lui et la Régence,  refusa de lui reconnaitre. À sa mort, en décembre 1355, l'Empire serbe s’étendait du Danube au nord, jusqu'au golfe de Corinthe au sud, de la mer Adriatique à l'ouest jusqu'à la mer Égée à l'est ; seule la ville de Thessalonique, impossible à conquérir sans une puissante flotte, lui résistait. Toutefois cet empire était plus apparent que réel, regroupant des seigneurs locaux qui, s’ils reconnaissaient l’autorité officielle du nouvel empereur, continuaient à gérer leurs domaines de façon quasi-autonome. 

### Le Despotat d’Épire

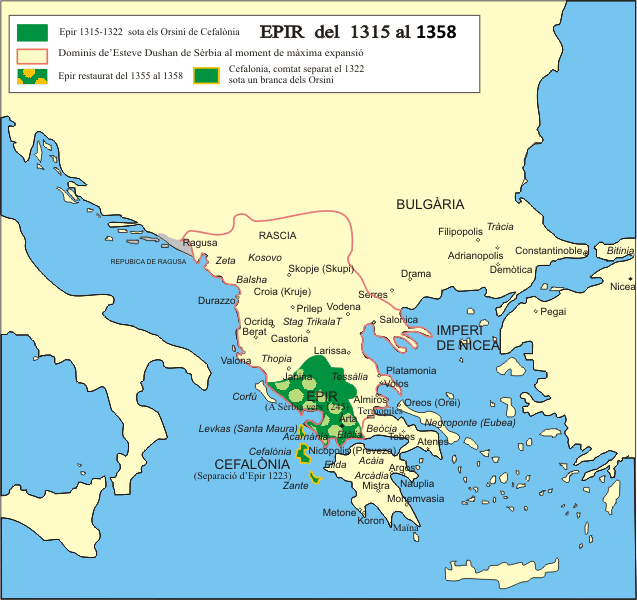
Le despotat d'Épire de 1315 à 1358.

Il n’en fallait pas plus pour que Nicéphore II Orsini, fils de l’ancien despote d’Épire Jean II Orsini vivant en exil n’y voit l’occasion de reconquérir les possessions perdues par son père.
En 1339, Nicéphore fit une première tentative et débarqua en Épire où il tenta de s’imposer. Mais l’armée byzantine fut plus rapide : en 1340, le nord de la Grèce, l’Épire, la Thessalie et la Macédoine étaient redevenues byzantines. Reconnaissant toutefois pour l’aide apportée, l’empereur éleva  le jeune Nicéphore à la dignité de « panhypersebastos » et le fiança à Marie, une fille de Jean VI Cantacuzène. À la mort d’Andronic III en 1341, Orsini fut officiellement investi du titre plus élevé de « despote » et fait en 1351 gouverneur d’Enos (ou Ainos, aujourd’hui Enez en Turquie) et des villes de l’Hellespont; pendant ce temps  les Serbes s’emparaient de l’Épire et Syméon Uroš en était nommé gouverneur,.  
L’empire « confédéral » qu’avait édifié Stefan Uroš IV se décomposa en seulement une vingtaine d’année sous le règne de son fils Stefan Uroš V Dušan. En Thessalie, la paix qui régnait entre Preljub et les Albanais fut bientôt rompue et Preljub tué au cours d’un affrontement près de Trikkala,. En 1356, Nicéphore fit une deuxième tentative et réussit cette fois à conquérir la Thessalie où la population voulait à la fois se débarrasser de la domination serbe et des Albanais. Son but était toutefois de se servir de la Thessalie pour conquérir l’Épire; effectivement, avec l’appui populaire, il parvint à faire chasser Syméon de la capitale Arta. Mais si Nicéphore contrôlait maintenant les villes d’Épire et d’Étolie, les Albanais demeuraient solidement implantés dans les campagnes.
À ces problèmes ethniques s’en ajoutait un proprement politique. Nicéphore avait épousé la fille de Jean Cantacuzène, Maria. Voyant les avantages qu’il tirerait d’un rapprochement avec les Serbes (Syméon Uroš  avait en 1349/1350 épousé Thomaïs la fille de son père, Jean II Orsini), Nicéphore décida de se séparer de Maria pour demander la main de la sœur de la veuve de Stephan Dusan, Maria de Bulgarie. Les Albanais, maintenant alliés des Byzantins, furent profondément offensés de cette insulte à l’endroit des Cantacuzène et menacèrent de reprendre la guerre,,. Ne voulant pas prendre ce risque, Nicéphore annula ses plans de mariage avec la princesse serbe et rappela Maria. Mais furieux contre eux, il planifia une incursion pour se venger des Albanais qui avaient osé le défier.

## La bataille

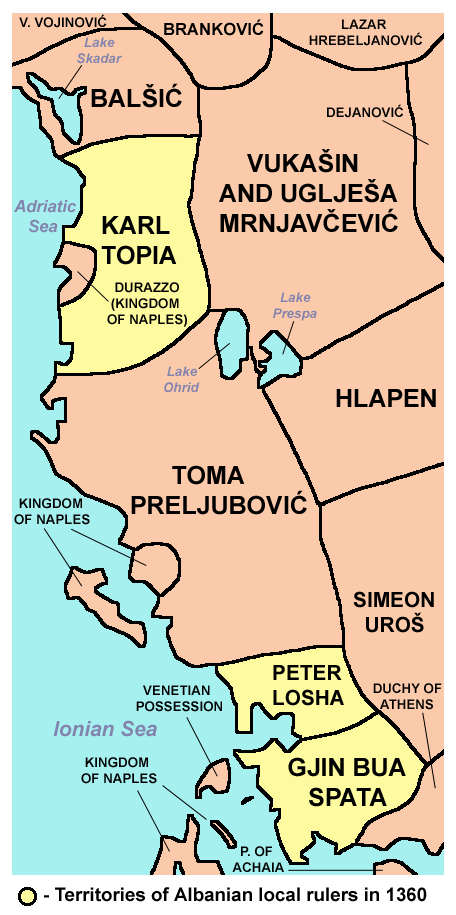
Territoires de Karl Thopia et autres seigneurs albanais en 1360.

Pour l’aider il recruta une bande de mercenaires turcs qui pillaient la Thessalie, et se mit en marche vers la région où s’étaient installés les Albanais qui répliquèrent en mobilisant une imposante force.
L’affrontement final eut lieu près du fleuve Achéloos en Étolie,,. Nicéphore y affronta les Albanais commandés par Karl Thopia, l’un des principaux seigneurs de guerre albanais. Les forces de Nicéphore furent annihilées par les Albanais et Nicéphore fut tué durant l’affrontement,. Il était le dernier descendant de cette dynastie des Comnène-Ange-Doukas qui avait créé le despotat d’Épire. 
La date exacte de cette bataille a fait l’objet de débats entre spécialistes.  Les sources premières suggèrent qu’elle eut lieu trois ans, deux mois et quelques jours après l’arrivée de Nicéphore en Thessalie, c’est-à-dire 1356, et placent sa mort en 1359. Selon l’interprétation faite du déroulement des évènements, il pourrait s’agir de 1358 ou 1359. La même incertitude pèse sur le commandant des forces albanaises, certains auteurs parlant plutôt de Gjin Bua Shpata ou Pjetër Losha plutôt que de Karl Thopia.

## Les suites

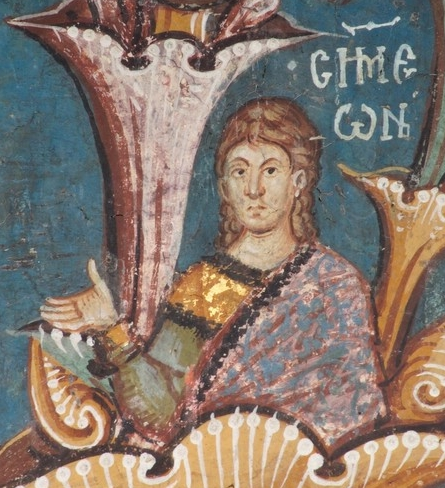
Syméon Uroš V (Détail d’une fresque de Loza Nemanjića)

Nicéphore II avait perdu et ses territoires et sa vie aux mains des Albanais, mais ce sont les Serbes qui recueillirent son héritage. Syméon Uroš avait quitté l’Épire en 1356 pour réclamer la succession de Stefan Uroš IV Dušan qui avait échu à son neveu, Stefan Uroš V. En apprenant la mort de Nicéphore, il modifia ses plans pour conquérir plutôt la Thessalie qu’avait gouvernée Grégoire Preljub. Après s’être emparé de Trikkala, l’ensemble de la Thessalie tomba sous son contrôle et s’il continua à s’intituler « tsar des Grecs, des Serbes et des Albanais », il régna plutôt à partir de la Grèce où il avait été naguère gouverneur que de la Serbie,.
De là, à l’automne 1359, il entreprit de reconquérir l’Épire. Arta et Ioannina l’acceptèrent sans difficulté, mais il réalisa qu’il ne disposait pas de forces suffisantes pour expulser les Albanais, maintenant solidement implantés en Épire, Gjin Bua Shpata et Pjetër Losha ayant recueilli les fruits de la victoire de Karl Thopia. Ce dernier avait délaissé cette région pour concentrer ses forces sur celle située entre le lac de Shkodra et Durazzo (Durrës) qui faisait également la convoitise de la famille des Balšić depuis 1363. Réalisant qu’il préférait les plaines de Thessalie aux montagnes peu hospitalières de l’Épire, Syméon décida de régner par le truchement de seigneurs locaux et divisa son territoire en deux despotats : Pjetër Losha établit le despotat d’Arta autour de la ville du même nom, alors que Gjin Bua Shpata fut mis à la tête du despotat d’Angelokastron et de Lépante. L’Épire se retrouvait ainsi, sous le contrôle effectifs des Albanais,. Toutefois, leurs divisions claniques et leurs querelles perpétuelles les empêchèrent de doter ces nouvelles entités de véritables structures étatiques si bien que l’Épire fut soumise à une véritable anarchie jusqu’à la conquête ottomane, laquelle commencée en 1430 par la prise de Ioannina se poursuivra jusqu’en 1479 avec la prise de Vonitsa.